# Hot (альбом Мелани Браун)
Hot — дебютный сольный альбом британской певицы Мелани Браун, выпущенный 9 октября 2000 года лейблом Virgin Records. Альбом попал в UK Albums Chart и занял 28 место в этом хит-параде. В поддержку альбома было выпущено 5 синглов.

## История выхода альбома
Альбом был выпущен 9 октября 2000 года, за месяц до выпуска «Forever» — третьего студийного альбома Spice Girls. Но «Hot» не было успешным, так как поклонники больше интересовались новым альбомом Spice Girls, а не дебютным альбомом Мел Би.
Несмотря на это, спустя две недели 5 синглов «Tell Me» и «I Want You Back» помогли альбому «Hot» достичь 28 места в UK Albums Chart. Но в Израиле альбом достиг 1 места в чартах.
«Hot» был издан в формате цифровой дистрибуции в США через iTunes Store 30 октября 2007 года.
Спустя четыре месяца после выпуска альбома состоялся выпуск сингла «Feels So Good», став лучшим хитом в Британии. Этот сингл помог альбому ещё раз войти в UK Singles Chart.
Последний сингл «Lullaby» был выпущен 4 июня 2001 года, но оказал огромное влияние на продажи альбома. В целом альбом был продан в 53 000 копий.
Планировался выпуск шестого сингла «Hotter». Однако, выпуск сингла был отложен из-за низкого уровня продаж сингла «Lullaby».

## Список композиций
1. Feels So Good
2. Tell Me
3. Hell No
4. Lullaby
5. Hotter
6. Step Inside
7. ABC 123
8. I Believe
9. I Want You Back (feat. Мисси Эллиот)
10. Pack Your S**t
11. Feel Me Now

### Японское издание
1. Feels So Good
2. Tell Me
3. Hell No
4. Lullaby
5. Hotter
6. Step Inside
7. ABC 123
8. I Believe
9. I Want You Back (feat. Мисси Эллиот)
10. Word Up!
11. Pack Your S**t
12. Feel Me Now

## Видеоклипы
| Год  | Клип                 | Режиссёр     |
| ---- | -------------------- | ------------ |
| 1998 | «I Want You Back»    | Хайп Уильямс |
| 1999 | «Word Up» (Версия 1) | Грэг Масуак  |
| 1999 | «Word Up» (Версия 2) | Грэг Масуак  |
| 2000 | «Tell Me»            | Найджел Дик  |
| 2001 | «Feels So Good»      | Мартин Уэйз  |
| 2001 | «Lullaby»            | Мелани Браун |